# Castrosante
Castrosante (llamada oficialmente Santa Mariña de Castrosante) es una parroquia y una aldea española del municipio de Puebla del Brollón, en la provincia de Lugo, Galicia.

## Geografía
Limita al noroeste con Santalla de Rey, al norte con Ferreiros, al sur con Cereixa y Puebla del Brollón, al este con Saá y al oeste con Eixón.
| Noroeste: Santalla de Rey | Norte: Ferreiros       | Noreste: Ferreiros         |
| Oeste: Eixón              |                        | Este: Saá                  |
| Suroeste: Cereixa         | Sur: Puebla de Brollón | Sureste: Puebla de Brollón |

## Historia
Se conservan algunos restos del antiguo castro de Santa María, que fue destruido y que da nombre a la localidad. 

## Organización territorial
La parroquia está formada por dos entidades de población:

### Entidades de población
Entidades de población que forman parte de la parroquia:
- Castrosante

### Despoblado
Despoblado que forma parte de la parroquia:
- Alto de Santa Lucía

## Demografía
Gráfica demográfica de la aldea y parroquia de Castrosante según el INE español:
| Gráfica de evolución demográfica de Castrosante entre 2000 y 2020 |
|                                                                   |
| Datos según el nomenclátor publicado por el INE.                  |

## Patrimonio artístico
- Iglesia de Santa Mariña, del siglo XIX. Tiene una nave de planta rectangular, muros de cachotaría, cubierta a dos aguas con techo de pizarra. En su interior se conservan retablos con esculturas del siglo XVIII. El 16 de febrero de 2011 quedó parcialmente destruida por un tornado.[10]

## Festividades
Las fiestas parroquiales se celebran en honor a San Roque a mediados de agosto.